# Hans Hinderer
Hans Hinderer (* 29. Januar 1929 in Köln; † 21. Mai 2006 in Halle) war ein deutscher Jurist und Professor für Strafrecht.

## Leben

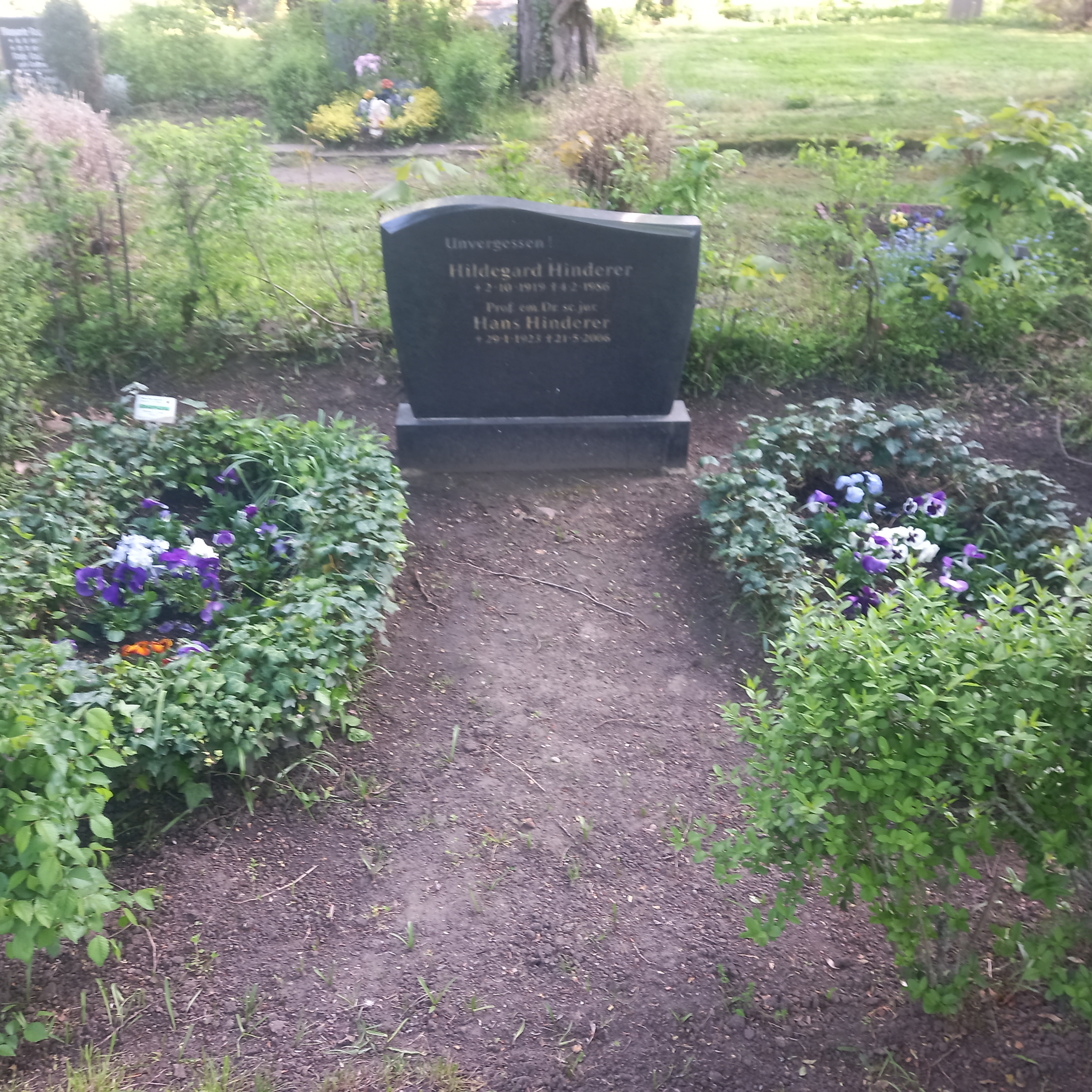
Das Grab von Hans Hinderer und seiner Ehefrau Hildegard auf dem Südfriedhof (Halle)

Der Sohn eines Versicherungsangestellten, namens Ernst Hinderer und seiner Ehefrau Bella, musste 1939 das Humboldt-Gymnasium in Köln verlassen, weil der Oberschüler wegen seiner jüdischen Mutter ab 1935 als so genannter „Jüdischer Mischling ersten Grades“ rechtlich eingestuft wurde. Nach dem „Zusammenbruch des Faschismus“ arbeitete er zunächst ehrenamtlich und später hauptamtlich als Ortsgruppen-Sekretär der SPD in Bautzen und wurde nach der Vereinigung mit der KPD bei der SED weiterbeschäftigt.

### Berufsweg zum Strafrechtler
Er erreichte es, trotz der im nationalsozialistischer Staat verweigerten höheren Schulbildung durch entsprechende Fort- und Weiterbildung sowie Rechtspraxis in der SBZ und danach in der DDR, Rechtswissenschaftler zu werden.
Dabei führte ihn sein Lebens- und juristischer Berufsweg von Köln am Rhein ins Erzgebirge, dann in die Oberlausitz, das Elbsandsteingebirge sowie in die sächsische Landeshauptstadt Dresden und über das brandenburgische Potsdam-Babelsberg nach Halle an der Saale: In den Jahren 1947/48 besuchte er einen Ausbildungslehrgang für Richter und Staatsanwälte in Sachsen, der nach Kriegsende zum dritten Mal in einem ehemaligen Amtsgericht in Bad Schandau durchgeführt wurde. Nach diesem Lehrgang war Hinderer ein halbes Jahr juristischer Referent im Büro des Ministerpräsidenten von Sachsen Max Seydewitz. Kurze Zeit arbeitete er als Amtsrichter in Bautzen, wo er am dortigen Amtsgericht schon eine vierteljährliche Vorbereitungszeit für seinen Volksrichter-Lehrgang verbracht hatte. Im Jahre 1949 wurde Hinderer zunächst Seminarleiter für Strafrecht in einem weiteren Richterlehrgang in Bad Schandau und ab Juni 1952 kommissarischer Leiter des gesamten 7. Ausbildungslehrgangs. Anschließend wurde Hinderer nach Potsdam-Babelsberg versetzt. Er wurde in der Deutschen Hochschule der Justiz stellvertretender Direktor für die rechtswissenschaftliche Ausbildung bis zu ihrer Auflösung und in der Deutschen Akademie für Staats- und Rechtswissenschaft „Walter Ulbricht“ ab 1. Januar 1953 kommissarischer Direktor des Instituts für Strafrecht. Ab 1952 wirkte er in der Redaktionskommission für die Herausgabe eines Strafrecht-Kommentars, Allgemeiner Teil, für die DDR mit. Im Jahr 1957 wurde er in die Gesetzgebungskommission für ein Strafgesetzbuch der DDR berufen.
Als außerplanmäßiger Aspirant in den Jahren 1953 bis 1955 schrieb er eine Dissertation zum Thema Das Subjekt des Verbrechens. Ab 1. Februar 1962 arbeitete er als Dozent für Strafrecht an der Universität Halle und wurde gleichzeitig mit der Leitung des Instituts für Strafrecht – nach dem Weggang des Strafrechtlers John Lekschas von Halle an die Humboldt-Universität zu Berlin – zunächst kommissarisch beauftragt.
Am 27. Mai 1967 konnte er sich an der Martin-Luther-Universität Halle-Wittenberg auf dem Gebiet des Strafrechts habilitieren, nachdem er den Umfang der von ihm zitierten „westlichen Literatur“ – gemeint war insbesondere westdeutsche Fachliteratur – im Verhältnis zu den herangezogen "Klassikern des Marxismus-Leninismus" reduziert hatte. Bereits im Jahr zuvor war er zum ordentlichen Professor für Strafrecht und Kriminologie an die Hallenser Universität berufen worden. In der Folgezeit leitete er das damalige Institut für Strafrecht an der MLU in Halle als Direktor.

### Jurist für Medizinrecht
Neben dem Strafrecht widmete sich Hinderer zunehmend dem Medizinrecht. Sein Votum über „Das Sterben und der Tod aus der Sicht des Medizinrechts“ wurde in der Tageszeitung Neue Zeit im Jahr 1986 einer breiten Leserschaft durch den Kirchenredakteur Eberhard Klages (1930–1990) zur Kenntnis gebracht: „Zwar bekräftigt(e) der Rechtswissenschaftler das in der DDR geltende Verbot, den Tod eines anderen Menschen, auch wenn er leidet, vorzeitig und absichtlich herbeizuführen.“ Zugleich aber bemerkt(e) er: „Nicht in jedem Fall ist es geboten, den Sterbenden etwa auf eine Intensivstation zu überweisen, um dort den Prozess des Sterbens in einer quälenden Form ohne jede Hoffnung für den Sterbenden sinnlos zu verlängern“.
Der Theologieprofessor und Autor Hans-Hinrich Jenssen (1927–2003) äußerte sich in seinem Bericht über eine 1987 von der Sektion Theologie der Universität Rostock organisierte Tagung zum Thema: Mensch und Tod – in theologischer, philosophischer und humanwissenschaftlicher Sicht, zu der Hinderer einen Rede-Beitrag leistete. Im Sinne persönlicher Akzentsetzung hob Jenssen  aus Hinderers Vortrag hervor: Die Rechtswissenschaft muss optimale Bedingungen für die Erhaltung des Lebens sichern, darf aber nicht die Fiktion aufrechterhalten, dass Sterben immer vermeidbar sei. Sie muss dem erreichten medizinischen Fortschritt inhaltlich gerecht werden und dem Arzt die Entscheidungsfreiheit einräumen, im Interesse des Patienten zu handeln.
Hinderer war ehrenamtliches Redaktionsmitglied in der internationalen Schriftleitung von Exerpta criminologica. Er gehörte dem Internationaler Rat für Alkohol und Sucht (ICAA) an, einer der ältesten Nichtregierungsorganisationen, die im Bereich der Abhängigkeiten tätig sind; gegründet am 1. August 1907 in Stockholm (Schweden).
Am 31. August 1988 wurde Hinderer emeritiert.
Sein Nachfolger wurde der Strafrechtler Wolfgang Müller (* 1950), der an der Universität Jena im Jahr 1979 promoviert wurde und sich 1986 habilitiert hatte. Zunächst wurde er als Dozent tätig und dann als ordentlicher Strafrechts-Professor der Universität Halle sowie Dekan der Juristenfakultät. Nach der Deutschen Einheit wirkte er von Halle (Saale) aus – seit 1998 als Fachanwalt für Strafrecht – im gesamten Bundesgebiet als Strafverteidiger.

## Veröffentlichungen (Auswahl)
- Das Subjekt des Verbrechens, 1955[11]
- Für eine hohe Qualität der Urteile, 1961[12]
- Der Täter in seiner Beziehung zur Straftat und zur Gesellschaft und die persönlichkeitsbedingten Grenzen der strafrechtlichen Verantwortlichkeit, 1966[13]
- Täterpersönlichkeit und sozialistisches Strafrecht, 1967[14]
- Das Geständnis. Kriminalistik, 1967[15]
- Über die Aufgaben der Bekämpfung des Alkoholismus nach der Strafgesetzgebung der Deutschen Demokratischen Republik[16]
- Internationales Seminar über die Verhütung und Behandlung des Alkoholismus, [Bericht] zusammen mit Gerhard Baatz[17] in: Staat und Recht,  Heft 12/1969, S. 1919–1921
- Personality Research and its importance for criminology and criminal law (Persönlichkeitsforschung und ihre Bedeutung für Kriminologie und Strafrecht), 1976[18]
- Prof. em. Dr. sc jur. Rudolf Hermann – 70 Jahre, 1983[19]
- Grundlagen des Medizinrechts in der DDR, 1986[20]
- Gedanken über die künftige Regelung des Schwangerschaftsabbruchs in der Bundesrepublik Deutschland, 1992[21]
- Zu den Anklagen und Verurteilungen in "Waldheim"-Prozessen, 1995[22]

Im Jahr 1996 wurde ein Gesprächsprotokoll vom 13. Februar 1995 – angefertigt von Christian Rode, der 1993–1995 Wissenschaftlicher Mitarbeiter am Max-Planck-Institut für Ausländisches und Internationales Strafrecht in Freiburg war, mit Prof. Hinderer in seinem Wohnort Halle (Saale) – zur Kriminologie in der DDR veröffentlicht.
Der emeritierte Strafrechtler Karl Peters (1904–1998) von der Universität Münster beschrieb in einem Brief an Hans Hinderer das Leben seines ehemaligen Kollegen Arthur Wegner (1889–1989) und erwähnte darin die jüdische Abstimmung von Wegners Ehefrau.

## Auszeichnungen
- Vaterländischer Verdienstorden in Bronze 1979
- Medaille für Verdienste in der Rechtspflege  in Silber 1965